# Romanismo (arte)

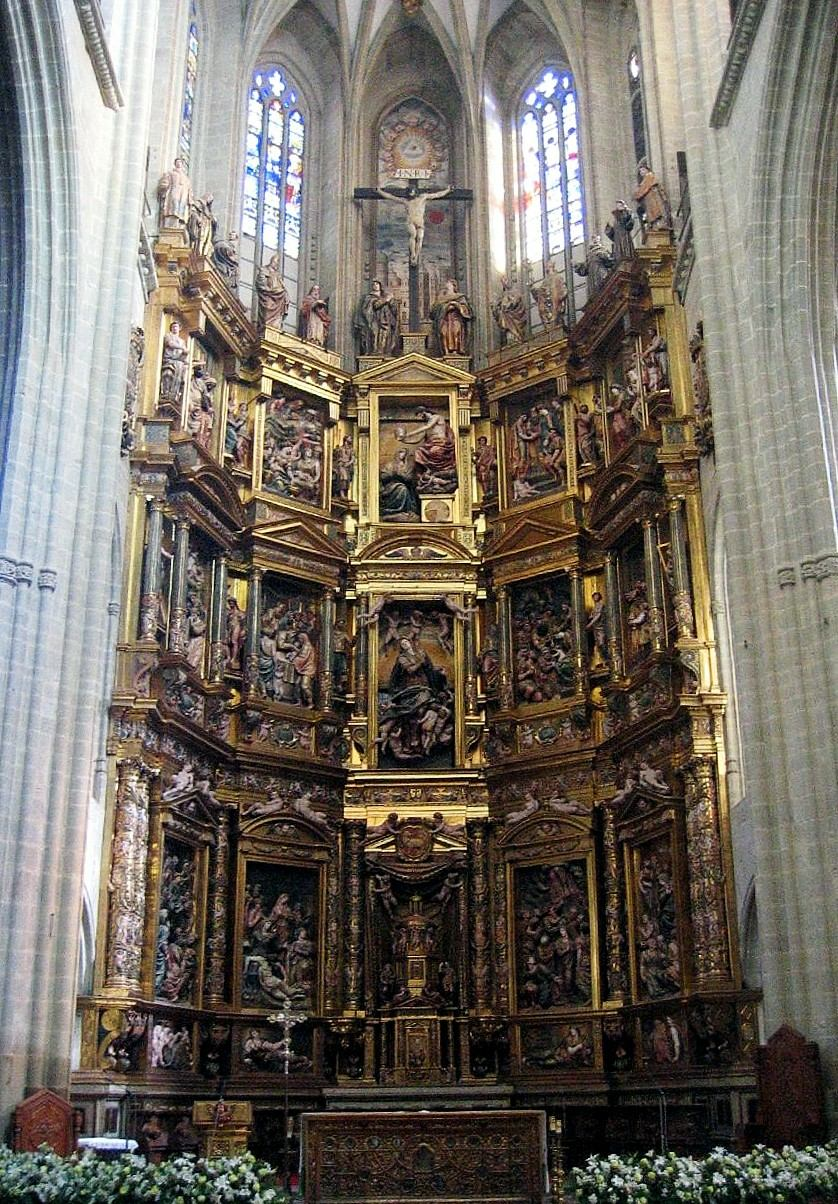
Retablo mayor de la Catedral de Astorga, realizado por Gaspar Becerra y obra maestra del romanismo en España.

Romanismo es la denominación de una corriente pictórica y escultórica del manierismo europeo en la que se imitaba el estilo de los artistas italianos que trabajaron en Roma durante el Renacimiento pleno, principalmente Rafael y Miguel Ángel.

## El Romanismo en Flandes
Cuando la etiqueta de "romanista" se aplica a artistas no italianos, se refiere especialmente a los flamencos (como Pieter Coecke y Michel Coxcie). Este estilo se caracteriza por su monumentalidad, con figuras de potentes anatomías plasmadas mediante un dibujo muy cuidado y una gama de color más sobria que la manierista.

### Amberes
La guilda de romanistas fue fundada en Amberes por Marten de Vos para reunir a una selecta élite (los pintores que habían viajado a Italia), para distinguirse del común de los pintores locales, encuadrados en la guilda de San Lucas.

## El Romanismo en España
Entre el Alto y el Bajo Renacimiento español, el romanismo pictórico y escultórico se impuso en el segundo tercio del XVI, fomentado por Felipe II, que contrató numerosos pintores italianos para decorar el monasterio de San Lorenzo de El Escorial. El movimiento tuvo gran éxito. En escultura, fue Gaspar Becerra quien impuso el estilo romanista en obras como el retablo mayor de la catedral de Astorga, en el que se inspiraron los hermanos Rodrigo y Martín de la Haya para realizar el retablo mayor de la catedral de Burgos. En todas estas grandes obras escultóricas se siguen los principios estéticos de la Contrarreforma.
Otros escultores seguidores del Romanismo fueron Juan de Ancheta, Ambrosio de Bengoechea (autor del retablo de San Juan Bautista de la catedral de Pamplona y del retablo mayor de la iglesia de San Vicente de San Sebastián) y Gabriel de Pinedo.
La denominación "romanismo" para la arquitectura española suele identificarse con el denominado Purismo renacentista, fase serliana o estilo príncipe Felipe (también localizado en el segundo tercio del siglo XVI.